# Maurice Raichenbach
Maurice Raichenbach (pol. Maurycy Rajchenbach; Varsóvia, 12 de maio de 1915 — Garches, 1 de março de 1998), chamado de pequeno Mozart das damas, foi um jogador de damas franco-polonês.

## Biografia
Com a morte da sua mãe em 1919, seu pai (encadernador) emigrou para a França (ele morava em Paris em 1923). Ele era o caçula de seis filhos.
Ele começou a jogar damas aos 10 anos, e foi campeão do clube Damier de la Seine em 1929 aos 14,  antes de entrar no  Damier parisien.
Em 1933, sagrou-se campeão mundial de damas com apenas 18 anos.
Naturalizou-se francês depois desse título, e lutou na Segunda Guerra Mundial pela nação. Em 1940, depois da derrota francesa, refugiou-se na França de Vichy.
Ele se aposentou dos tabuleiros aos 30 anos em 1946, e se tornou um empresário do ramo prêt-à-porter, chegando a empregar 200 pessoas.

## Prêmios
- Pentacampeão mundial de damas em match (partidas fechadas), em 1933, 1934, 1936, 1937 e 1938 ;
- Campeão do mundo de damas em simultâneas (partidas abertas), em 1936 ;
- Vice-campeão mundial de damas em match, em 1932 e 1945.

Detalhes das suas oito participações mundiais:
- 1931: quarto lugar no torneio (de cinco, em Paris)
- 1932: derrotado por Marius Fabre (9-11, em Paris)
- 1933: venceu Marius Fabre 11-9 (Paris)
- 1934: venceu R.Keller 13-7 (Amsterdã)
- 1936: venceu J. Vos 25-15 (Países Baixos)
- 1937: venceu Ben Springer 26-24 (Países Baixos)
- 1938: venceu R.Keller 17-15 (Países Baixos)
- 1945: derrotado por Pierre Ghestem (6-14, em Paris)